# (7553) Buie
(7553) Buie est un astéroïde de la ceinture principale.

## Description
(7553) Buie est un astéroïde de la ceinture principale. Il fut découvert par Edward L. G. Bowell le 30 mars 1981 à la station Anderson Mesa de l'observatoire Lowell. Il présente une orbite caractérisée par un demi-grand axe de 2,39 UA, une excentricité de 0,146 et une inclinaison de 3,27° par rapport à l'écliptique.
Il fut nommé en l'honneur de l'astronome américain Marc W. Buie, né en 1958, astronome à l'observatoire Lowell, spécialiste de l'astronomie planétaire, à laquelle il a apporté de nombreuses contributions. Il a en particulier identifié de la glace sur Charon, le plus grand des satellites de Pluton et a amélioré les connaissances de son orbite. Buie est également le co-découvreur de plusieurs objets transneptuniens et a développé une large gamme de logiciels astronomiques utilisés à l'observatoire Lowell et ailleurs.

## Compléments